# Circuit urbain de Putrajaya
Le circuit urbain de Putrajaya est un circuit automobile temporaire empruntant les rues de la ville de Putrajaya en Malaisie. Il a accueilli à deux reprises l’ePrix de Putrajaya comptant pour le championnat de Formule E FIA.

## Historique
La première course de Formule E a lieu lors de la saison inaugurale en 2014 avec une victoire accrochée par Sam Bird. La saison suivante, la course est remportée par Lucas di Grassi, tandis que Sébastien Buemi signe le record de la piste. La troisième saison du championnat ne comporte aucune manche malaisienne

## Description
Le tracé a été dessiné par l'architecte Simon Gibbons. Ce premier est composé d'une longue pleine charge altérée par une chicane ainsi que d'un secteur plus sinueux comprenant une grande variété de virages. Il est situé à proximité du lac artificiel de Putrajaya.